# Jan Szwargot
Jan Szwargot (ur. 12 grudnia 1926 w Popówce, zm. 22 maja 1959 w Krakowie) – polski lekkoatleta, długodystansowiec, wielokrotny mistrz Polski.
Był mistrzem Polski w biegu na 10 000 m w 1951, 1952 i 1953, w biegu godzinnym w 1954 oraz w biegu przełajowym w 1951 (5 km) i w 1952 (7 km). Zdobył wicemistrzostwo Polski w biegu na 10 000 m w 1956 oraz w biegu przełajowym w 1953 (8 km) i w 1955 (12 km), a także brązowe medale na 10 000 m w 1955, w biegu godzinnym w 1955 i w biegu przełajowym w 1954 (8 km) i 1956 (12 km).
Był rekordzistą Polski w biegu na 15 000 m (50:10,8 w 1954), w biegu godzinnym (18.122,51 m 13 czerwca 1954 w Rzeszowie) oraz w sztafecie 4 × 1500 m (16:12,4 w 1953).
W latach 1951–1956 wystąpił w  czterech meczach reprezentacji Polski (5 startów), odnosząc 1 zwycięstwo indywidualne.
Rekordy życiowe Szwargota:
| Konkurencja                   | Data i miejsce            | Wynik   |
| ----------------------------- | ------------------------- | ------- |
| bieg na 1500 m                | 1956                      | 3:53,2  |
| bieg na 3000 m                | 10 czerwca 1956, Warszawa | 8:27,8  |
| bieg na 5000 m                | 26 maja 1956, Wrocław     | 14:36,0 |
| bieg na 10 000 m              | 30 września 1956, Zabrze  | 30:44,2 |
| bieg na 3000 m z przeszkodami | 23 maja 1955, Wrocław     | 9:21,8  |
| bieg maratoński               | 19 lipca 1958, Bydgoszcz  | 3:05:17 |

Był zawodnikiem klubów OWKS Kraków, Olsza Kraków i Wawel Kraków.